# Coig
Coig – rzeka w południowej Argentynie, w Patagonii. Źródła rzeki znajdują się w Andach Patagońskich, a uchodzi do zatoki Bahía Grande. Liczy 322 km długości.